# Eduardo Montesinos Comas
Eduardo Montesinos Comas (Valencia, 2 maart 1945) is een hedendaags Spaans componist en muziekpedagoog.

## Levensloop
Montesinos Comas studeerde aan het Conservatorio Superior de Música de Valencia solfège, piano, compositie en orkestdirectie. In alle vakken behaalde hij het maximal aantal punten en behaalde ook de onderscheiding "Fin de Carrera" in piano and fuga. 
Gedurende 3 jaar was hij muziekcriticus van het dagblad Levante in Valencia. Tegenwoordig is hij directeur en leider van de solfégeafdeling van het Conservatorio Superior de Música de Valencia. Als componist schreef hij verschillende grote werken voor banda (harmonieorkest), die in Europa en daarbuiten uitgevoerd worden door vooraanstaande orkesten, zoals de Koninklijke Harmonie van Thorn, de Banda Municipal de Valencia, het Symfonisch Orkest van de RTVE, het Koninklijk Harmonieorkest Vooruit, Harelbeke, België en andere.

## Compositie

### Werken voor orkest
- Variaciones caleidoscópicas

### Werken voor band (harmonieorkest)
- 1982 Metabolismos ritmicos
- 1987 Estructuras Isoritmicas
- 1991 Cantos Lianos y Profanos
  1. Introito - Antífona
  2. Variación 1
  3. Antífona en modo profane
  4. Variación 2
  5. Salmo
  6. Final
- Pensando en Jazz

### Werken voor piano
- Preludio

## Publicaties
- Eduardo Montesinos Comas: Análisis musical de la obra para piano de Vicente Asencio - tesis doctoral presentada por Eduardo Montesinos Comas. Valencia. Universidad Politécnica de Valencia, 2004.